# L'Art de Toucher le Clavecin
L'Art de Toucher le Clavecin ("El arte de tocar el clavecín") hace referencia a un breve tratado didáctico del compositor François Couperin, publicado por primera vez en 1716 y reimpreso en 1717.

## Historia
Incluso antes de la muerte de su padre Charles, organista de la iglesia de Saint-Gervais de París, François Couperin había demostrado un gran talento musical. Una vez que Carlos falleció y estuvo confiado en internado a Michel-Richard Delalande, los superiores de la iglesia aseguraron que François, de once años, sucedería a su padre como organista y le asignaron fondos para la mejora de sus estudios musicales, pero no para una preparación cultural de carácter general. El texto de L'Art de Toucher le Clavecin adolece de esta carencia, presentando un lenguaje coloquial y algunas dificultades para expresar conceptos complejos de forma técnica.
El tratado, que apareció por primera vez en 1716, justo antes de que Couperin publicara su Segundo Livre de Pièces de Clavecin, fue escrito para instruir a los clavecinistas en las prácticas interpretativas, particularmente en lo que respecta a las propias piezas de Couperin. El autor, de hecho, señaló que el tratado era "un método seguro para interpretarlas bien". Considerado uno de los tratados musicales más importantes del período barroco, el texto se convirtió rápidamente en una de las principales fuentes para el estudio del sistema de digitación de los instrumentos de teclado. No se conserva ninguna copia de la partitura autógrafa, pero existen copias de las dos versiones publicadas.

Además de los preceptos fundamentales para la primera iniciación de los niños al clave, proporcionando ejercicios básicos, formulando consejos para los profesores y las familias de alumnos y enseñando principios interpretativos, Couperin también incluyó ocho sencillos preludios y una allemande, ejercicios técnicos, ejemplos y tablas explicativas sobre los adornos. La allemande se compone de una invención a dos voces compuesta según el modelo de la imitación canónica, mientras que los preludios, casi en forma de improvisaciones, representan las mejores obras de Couperin en esta forma.

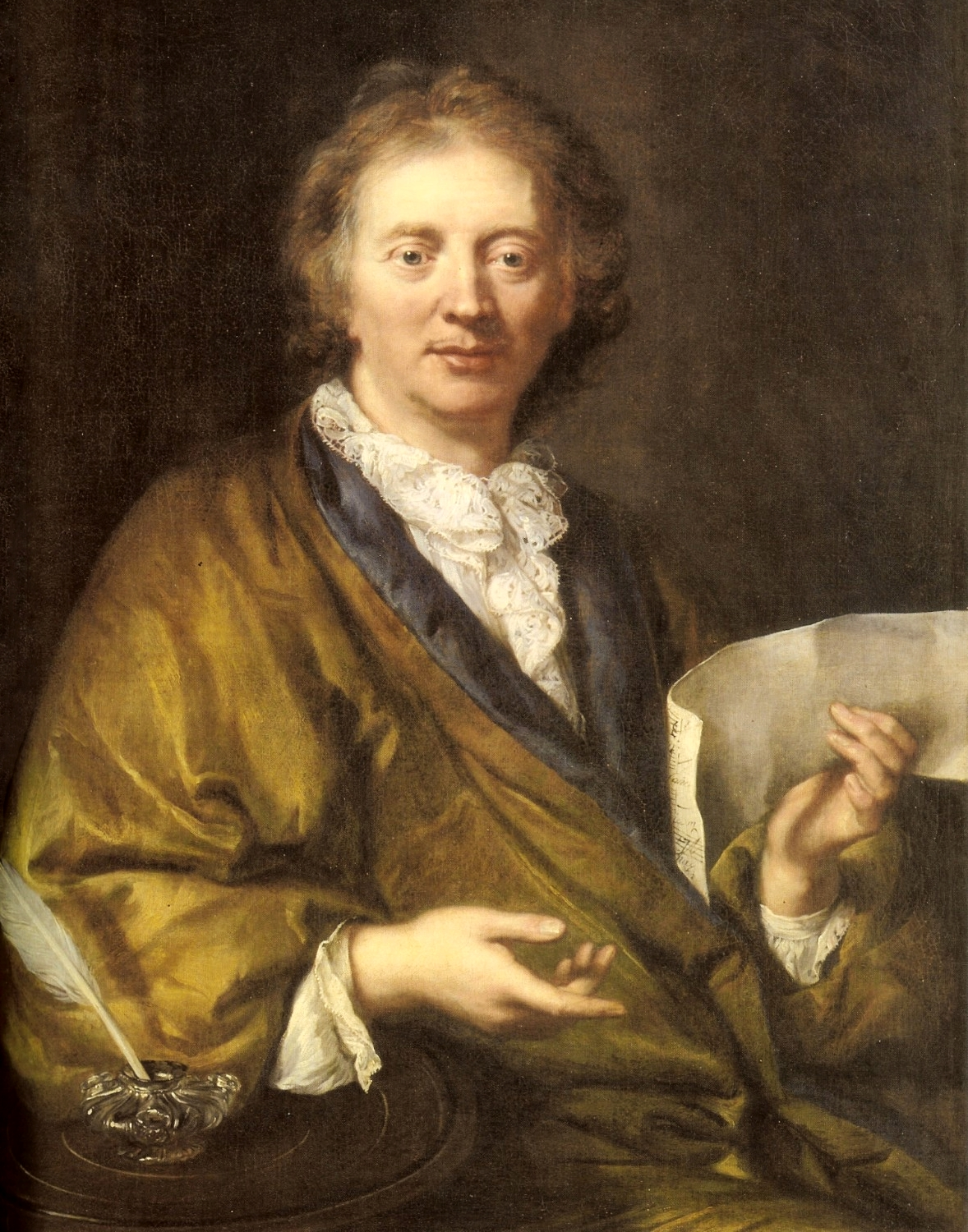
François Couperin.

En la primera edición del Segundo Livre de Pièces de Clavecin, publicada en 1717, el compositor informaba que cualquiera que hubiera comprado L'Art de Toucher le Clavecin en 1716 podía devolverlo y cambiarlo gratuitamente por una copia de la edición de 1717, que contenía un nuevo prefacio y un suplemento relacionado con las digitaciones de los puntos difíciles del recién publicado Second Livre. Este gesto de cortesía debió ser particularmente bienvenido, dado que los ejemplares de la primera edición son muy raros.
El tratado fue uno de los últimos libros en presentar preludios sin compás, según el estilo antiguo (aunque las indicaciones sobre ritmo y métrica, sin embargo, se incluyen con fines didácticos).

## Estructura del tratado
El tratado se divide en las siguientes partes:
- Dedicación al Rey.
- Prefacio.
- Plan de este método.
- Tablas de adornos y rótulos.
- Reflexiones.
- Pequeña disertación sobre la forma de digitación y para el conocimiento de los adornos.
- Adornos para introducir en la actuación.
- Razones para preferir la nueva digitación a la antigua.
- Evoluciones o pequeños ejercicios.
- Sucesión de trinos enlazados, con sustitución del dedo en la misma nota.
- Allemande.
- Examinemos los orígenes de este inconveniente.
- Pasajes difíciles de descifrar en mi primer libro de piezas.
- Seis preludios.
- Observaciones.
- Preludios séptimo y octavo.
- Pasajes con problemas de digitación en mi segundo libro de piezas.[7]

## Estructura de las composiciones contenidas.

### Allemande
La allemande es a dos voces excepto el final, que es a tres. En algunas partes, la línea melódica parece dividirse, dando lugar a breves diálogos entre las dos voces. Los pocos adornos marcados, aunque se caracterizan por símbolos idénticos, requieren interpretaciones diferentes. Según escritos antiguos, la partitura todavía presenta el bemol en función del natural.

### Primer preludio
El primer preludio está en estilo liutístico, y, si bien tiene indicaciones sobre el ritmo y sobre el compás, sigue la antigua tradición de los preludios sin compás. Idealmente, por lo tanto, no tiene en cuenta la esacta división rítmica de figuras y pausas en el curso de las frases.

### Segundo preludio
El segundo preludio es una colección de convenciones musicales francesas de la época. La simultaneidad de adornos de igual o diferente naturaleza plantea a veces algunas dudas. Casi todas las escalas se presentan con una apariencia rítmica incorrecta: el número de notas, de hecho, es casi siempre mayor que el que puede entrar dentro de los compases. Con toda probabilidad, Couperin buscaba que las notas se tocaran a la máxima velocidad posible, sin preocuparse por la corrección rítmica real.

### Tercer preludio
La indicación Mesuré se coloca en el tercer preludio. Algunos intérpretes creen que esta indicación es una obligación de excluir las desigualdades, pero esta elección es controvertida. De hecho, la indicación podría significar que se excluye el rubato, pero no las desigualdades. En la época de Couperin, las desigualdades no escritas eran un fenómeno peculiar de la tradición interpretativa francesa. Las sucesiones de notas por grados conjuntos y de valor inmediatamente inferior al expresado se realizaban convencionalmente de forma desigual. La naturaleza y la velocidad del preludio, sin embargo, excluyen las desigualdades y el rubato.

### Cuarto preludio
El cuarto preludio, en fa mayor, presenta dos fórmulas rítmicas distintas. La primera parte, en tempos lentos, se basa en corcheas, con algunos pasajes para interpretarse con desigualdades. Tras una cadenza en sol mayor, aparecen figuraciones en semicorcheas. El preludio, en su conjunto, es completamente ajeno a una interpretación mesurada. Como en el segundo preludio, aquí también las escalas se presentan casi todas con una apariencia rítmica incorrecta: el número de notas, de hecho, es casi siempre mayor que el que puede entrar dentro de los compases.

### Quinto preludio
En el quinto preludio, en la mayor, las variaciones se trasladan a unas semicorcheas por grados conjuntos dentro de una misma voz. La indicación de medida está ausente y el rubato emerge espontáneamente.

### Sexto preludio
Al inicio del sexto preludio, en la edición de 1717, se encuentra la indicación métrica de compás 8/3, que es un error tipográfico evidente, que debe entenderse como el usual 3/8. El carácter general del preludio no permite rubato y no permite desigualdades. En cierto momento hay una nota de Couperin que dice: «Quien no tenga un clavicémbalo extendido a las notas altas debe tocar el pasaje entre las estrellas una octava más abajo».

### Séptimo preludio
El séptimo preludio se caracteriza por indicaciones como Mesuré lent, Mesuré moins lent y Mesuré léger. En el décimo compás encontramos unos guiones, para los que Couperin, en su rico cuadro de ornamentos, no dejó explicación. En general, se cree que estos guiones se heredaron de la notación del laúd antiguo, pero se desconoce su significado preciso.

### Octavo preludio
Al igual que el séptimo preludio, el octavo también presenta la indicación Mesuré léger, atributo que sin duda hace referencia al tempo. El compás es de 6/8 y no se permiten desigualdades.